# Baldramsdorf
Baldramsdorf – gmina w Austrii, w kraju związkowym Karyntia, w powiecie Spittal an der Drau. Według Austriackiego Urzędu Statystycznego liczyła 1853 mieszkańców (1 stycznia 2015 roku).